# 122
Năm 122 là một năm trong lịch Julius. 